# Партия Центра (Науру)
Партия Центра (англ. Centre Party) — неформальная политическая партия в Науру. Её создал бывший президент Науру, Кинза Клодумар. Партия поддерживала Рене Харриса, союзника Клодумара, в парламенте, в основном в голосованиях по вопросу вотумов доверия или недоверия Харрису.
Партия центра играет небольшую роль в парламенте Науру и в политической жизни страны. Партия имела как минимум одно место в Парламенте с 1997 до 2003 (Клодумар), но потеряла его после всеобщих выборов 23 октября 2004.